# Lee Ye-ra
Lee Ye-ra (ur. 14 września 1987) – południowokoreańska tenisistka.
Zadebiutowała w maju 2004 roku na turnieju ITF w Seulu. Wystąpiła tam w turnieju kwalifikacyjnym dzięki  dzikiej karcie, otrzymanej od organizatorów i po wygraniu kwalifikacji zagrała w turnieju głównym. Odpadła jednak już w pierwszej rundzie, przegrywając z Hsieh Su-wei. W lipcu wystąpiła ponownie w Seulu, też z dziką kartą ale od razu w turnieju głównym, w którym dotarła do ćwierćfinału. W listopadzie tego samego roku zagrała dwa turnieje w Manili, które wygrała, a które były jej pierwszymi sukcesami w rozgrywkach ITF. W następnych latach wygrała jeszcze osiem turniejów singlowych i siedem deblowych rangi ITF.
W październiku 2006 roku wzięła udział (dzięki dzikiej karcie) w turnieju WTA, Hansol Korea Open Tennis Championships w Seulu. Zagrała tam w pierwszej rundzie z Sanią Mirzą z Indii, ale po trzysetowym pojedynku musiała uznać wyższość rywalki i odpadła z turnieju. Rok później wystąpiła tam ponownie ale skutek był identyczny jak rok wcześniej, tym razem po przegranym meczu z Ágnes Szávay. Najbardziej udanym rokiem pod względem występów w rozgrywkach cyklu WTA był rok 2008. Zagrała w kwalifikacjach do turniejów wielkoszlemowych, gdzie w dwóch z nich doszła do drugiej rundy, pokonując Julie Coin (w kwalifikacjach Australian Open) i Julię Cohen (w kwalifikacjach US Open). Wystąpiła także w turnieju głównym w Seulu i Guangzhou International Women's Open, do którego przebiła się z kwalifikacji.
Udane występy w 2008 roku, zarówno w rozgrywkach WTA jak i ITF, spowodowały, że tenisistka 22 września 2008 roku osiągnęła drugą setkę w światowym rankingu WTA, miejsce 178, najwyższe w jej karierze.
Reprezentowała również swój kraj w rozgrywkach Pucharu Federacji.

## Wygrane turnieje rangi ITF
| turnieje z pulą nagród 100 000 $ |
| turnieje z pulą nagród 75 000 $  |
| turnieje z pulą nagród 50 000 $  |
| turnieje z pulą nagród 25 000 $  |
| turnieje z pulą nagród 15,000 $  |
| turnieje z pulą nagród 10 000 $  |

### Gra pojedyncza
|     | Data       | Turniej  | Kat. | ($)    | Naw.   | Finalistka         | Wynik            |
| 1.  | 07/11/2004 | Manila   | ITF  | 10 000 | ziemna | Hee-Sun Lyoo-Suh   | 6:3, 6:2         |
| 2.  | 14/11/2004 | Manila   | ITF  | 10 000 | ziemna | Ayu-Fani Damayanti | 6:0, 1:0 krecz.  |
| 3.  | 27/02/2005 | Bendigo  | ITF  | 50 000 | twarda | Shayna McDowell    | 6:3, 6:2         |
| 4.  | 15/11/2009 | Manila   | ITF  | 10 000 | twarda | Mi Yoo             | 6:4, 6:6 krecz   |
| 5.  | 02/05/2010 | Gimcheon | ITF  | 25 000 | twarda | Kim Na-ri          | 6:2, 7:5         |
| 6.  | 23/05/2010 | Sunchang | ITF  | 10 000 | twarda | Kim Na-ri          | 7:5, 6:1         |
| 7.  | 16/06/2013 | Gimcheon | ITF  | 10 000 | twarda | Kim Na-ri          | 6:7(5), 6:2, 6:0 |
| 8.  | 23/06/2013 | Gimcheon | ITF  | 10 000 | twarda | Mi Yoo             | 6:2, 2:6, 6:4    |
| 9.  | 22/06/2014 | Gimcheon | ITF  | 10 000 | twarda | Ji-Hee Choi        | 6:2, 6:2         |
| 10. | 29/06/2014 | Gimcheon | ITF  | 10 000 | twarda | Ji-Hee Choi        | 6:1, 7:5         |